# Автошлях Т 2321
Автошля́х Т 2321 — автомобільний шлях територіального значення у Хмельницькій області. Пролягає територією Хмельницького та Кам'янець-Подільського районів через Ярмолинці — Кам'янець-Подільський. Загальна довжина — 55,1 км.

## Маршрут
Автошлях проходить через такі населені пункти:
| Автошлях Т 2321             |        |
| Хмельницька область         |        |
| Хмельницький район          |        |
| Ярмолинці                   | Р50    |
| Томашівка                   |        |
| Ясенівка                    |        |
| Косогірка                   |        |
| Томашівка                   |        |
| Кам'янець-Подільський район |        |
| Тинна                       |        |
| Рудка                       |        |
| Стара Гута                  |        |
| Балинівка                   | Т 2308 |
| Сахкамінь                   |        |
| Нігин                       |        |
| Слобідка-Гуменецька         |        |
| Кам'янець-Подільський       | Н03    |